# Grzegorz Napieralski
Grzegorz Bernard Napieralski (Szczecin; 18 de Março de 1974 — ) é um político da Polónia. Ele foi eleito para a Sejm em 25 de Setembro de 2005 com 14673 votos em 41 no distrito de Szczecin, candidato pelas listas do partido Democratic Left Alliance.
Ele também foi membro da Sejm 2001-2005, Sejm 2005-2007, Sejm 2011-2015, Sejm 2019-2023, Senat 2015-2019, Sejm 2023-2027.